# Alchemilla bakeri
Alchemilla bakeri é uma espécie de rosácea do gênero Alchemilla, pertencente à família Rosaceae.